# Бонифати
Бонифати (итал. Bonifati) — коммуна в Италии, располагается в регионе Калабрия, подчиняется административному центру Козенца.
Население составляет 3392 человека, плотность населения составляет 103 чел./км². Занимает площадь 33 км². Почтовый индекс — 87020. Телефонный код — 0982.
Покровительницей коммуны почитается святая равноапостольная Мария Магдалена, празднование 22 июля.